# Le parole per dirlo
Le parole per dirlo è stato un programma televisivo italiano, in onda su Rai 3, con la conduzione di Noemi Gherrero insieme a Valeria Della Valle e Giuseppe Patota.

## Il programma
La trasmissione è andata in onda la domenica su Rai 3 dalle 10:15 alle 11:10 circa ed è stata trasmessa dallo studio 12 del Centro di produzione Rai di Via Teulada.

## Edizioni
| Edizione | Inizio          | Fine          | Puntate |
| -------- | --------------- | ------------- | ------- |
| 1ª       | 18 ottobre 2020 | 6 giugno 2021 | 31      |
| 2ª       | 17 ottobre 2021 | 5 giugno 2022 | 30      |